# Inventing Anna
Inventing Anna è una miniserie televisiva statunitense del 2022 diretta da David Frankel, Ellen Kuras, Nzingha Stewart, Tom Verica e Daisy von Scherler Mayer.
La miniserie è ispirata all'articolo e alla storia della sua stesura, Maybe She Had So Much Money She Just Lost Track of It, della giornalista Jessica Pressler - che è anche tra i produttori della serie - pubblicato dalla rivista New York nel giugno 2018, che racconta la storia vera della truffatrice Anna Sorokin, meglio nota come Anna Delvey.

## Trama
Sotto il falso nome di Anna Delvey, la russa Anna Sorokin, si è infiltrata nell'alta società di New York, convincendo tutti di essere una socialite tedesca erede di un'enorme fortuna. Grazie alla sua spigliatezza e alla profonda conoscenza del bel mondo newyorkese, oltre all'abilità di costruire una storia completamente falsa riguardo la propria situazione economica, che la vedrebbe erede di un'enorme fortuna, ma con perenni problemi di trasferimento di fondi dalla Germania, riesce a vivere alle spalle di fidanzati e amici, per poi vivere in alberghi lussuosi senza pagare il conto.
Dopo aver tentato di aprire una galleria d'arte a Manhattan, spendendosi per ottenere 40 milioni di dollari in prestito da istituti bancari newyorkesi, che alla fine non le vengono concessi, viene arrestata a causa dei numerosi mancati pagamenti e frodi che aveva portato a termine nei precedenti pochi anni in cui aveva vissuto nella Grande Mela. Il processo viene seguito e portato alla ribalta nazionale dalla giornalista Vivian Kent, che scrive un articolo che precede il dibattimento e lo segue da vicino passo passo, pubblicando articoli e aggiornamenti sul periodico per cui lavora e sul suo sito web, ottenendo così alla fine i riconoscimenti cui aspirava da tempo e cercando al contempo di scoprire la verità su Anna Sorokin.

## Personaggi e interpreti
- Anna Delvey/Sorokin, interpretata da Julia Garner, doppiata da Margherita De Risi.[4]
È la protagonista della serie. Abile manipolatrice e truffatrice. Infatti nel corso della serie fingerà di essere una ricca ereditiera tedesca con un fondo fiduciario di 60 milioni di dollari, rubando soldi ad amici e parenti. Molto determinata a costruire la sua fondazione la "Anna Delvey Foundation" ad ogni costo.
- Vivian Kent, interpretata da Anna Chlumsky, doppiata da Chiara Gioncardi.[4]
È una giornalista della rivista Manhattan, che indaga sul caso di Anna, per scrivere un articolo a lei dedicato. Nel corso della serie cercherà di scoprire il passato di Anna. Il suo personaggio si ispira a quello della giornalista Jessica Pressler, che scrisse realmente un articolo su Anna Delvey.
- Todd Spodek, interpretato da Arian Moayed, doppiato da Raffaele Carpentieri.[4]
È l'avvocato di Anna.
- Rachel DeLoache Williams, interpretata da Katie Lowes, doppiata da Letizia Scifoni.[4]
È un'amica di Anna. Dopo una vacanza in Marocco, Anna le ruberà 62.000 dollari, per pagare l'intera vacanza a causa del malfunzionamento delle sue carte di credito, dicendole che i soldi le sarebbero arrivati a breve ma alla fine le verranno restituiti solo 5.000 dollari.
- Neffatari "Neff" Davis, interpretata da Alexis Floyd, doppiata da Letizia Ciampa.[4]
È la concierge del Twelve George, un hotel di lusso in cui alloggia Anna. Durante la serie le due diventeranno migliori amiche e Neff difenderà sempre Anna.
- Jack, interpretato da Anders Holm, doppiato da Francesco Venditti.[4]
È il fidanzato di Vivian.
- Maud, interpretata da Anna Deavere Smith, doppiata da Cinzia De Carolis.[4]
È la giornalista che lavora insieme a Vivian. Durante la serie la aiuterà a scoprire il passato di Anna.
- Lou, interpretato da Jeff Perry, doppiato da Antonio Sanna.[4]
È il giornalista che lavora insieme a Vivian.
- Barry, interpretato da Terry Kinney, doppiato da Paolo Maria Scalondro.[4]
È il giornalista che lavora insieme a Vivian.
- Kacy Duke, interpretata da Laverne Cox, doppiata da Laura Romano.[4]
È la personal trainer di Anna e Rachel.

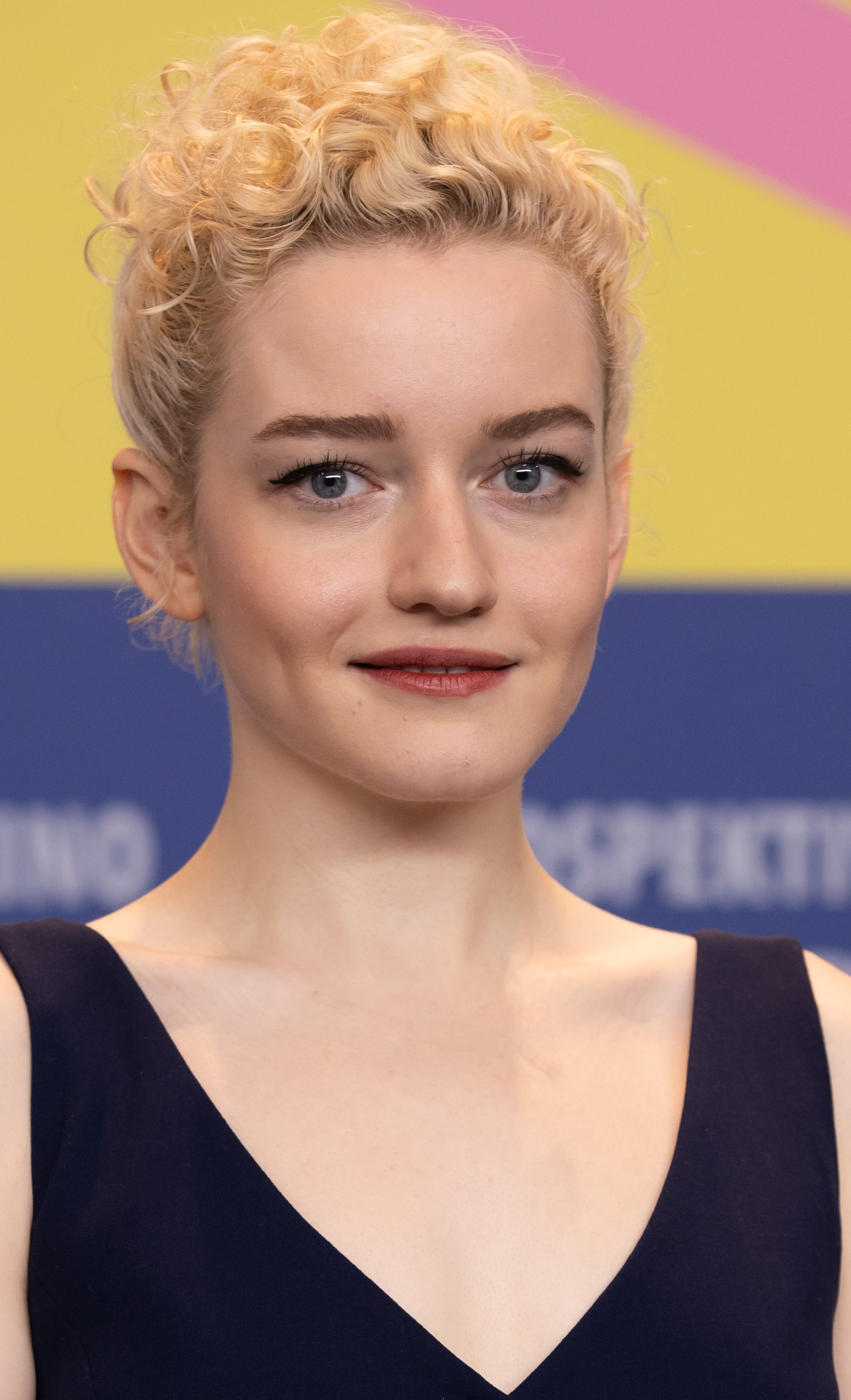
Julia Garner, interprete di Anna Sorokin
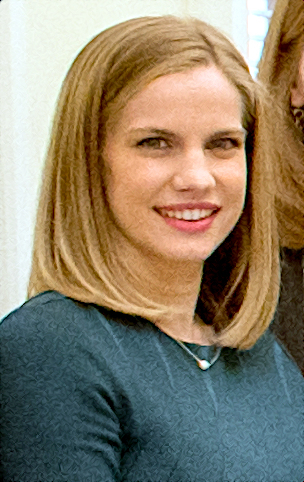
Anna Chlumsky, interprete di Vivian Kent
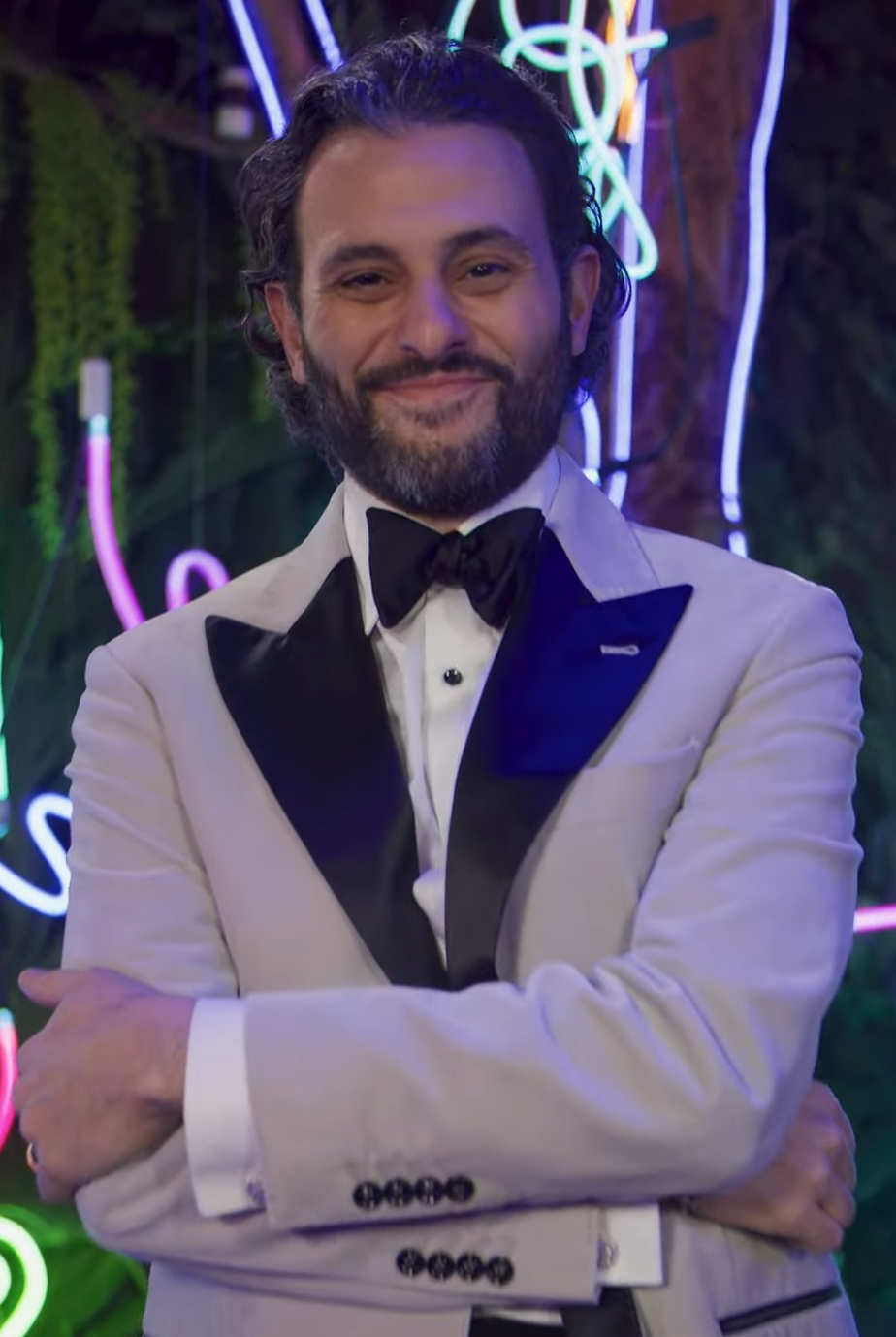
Arian Moayed, interprete di Todd Spodek
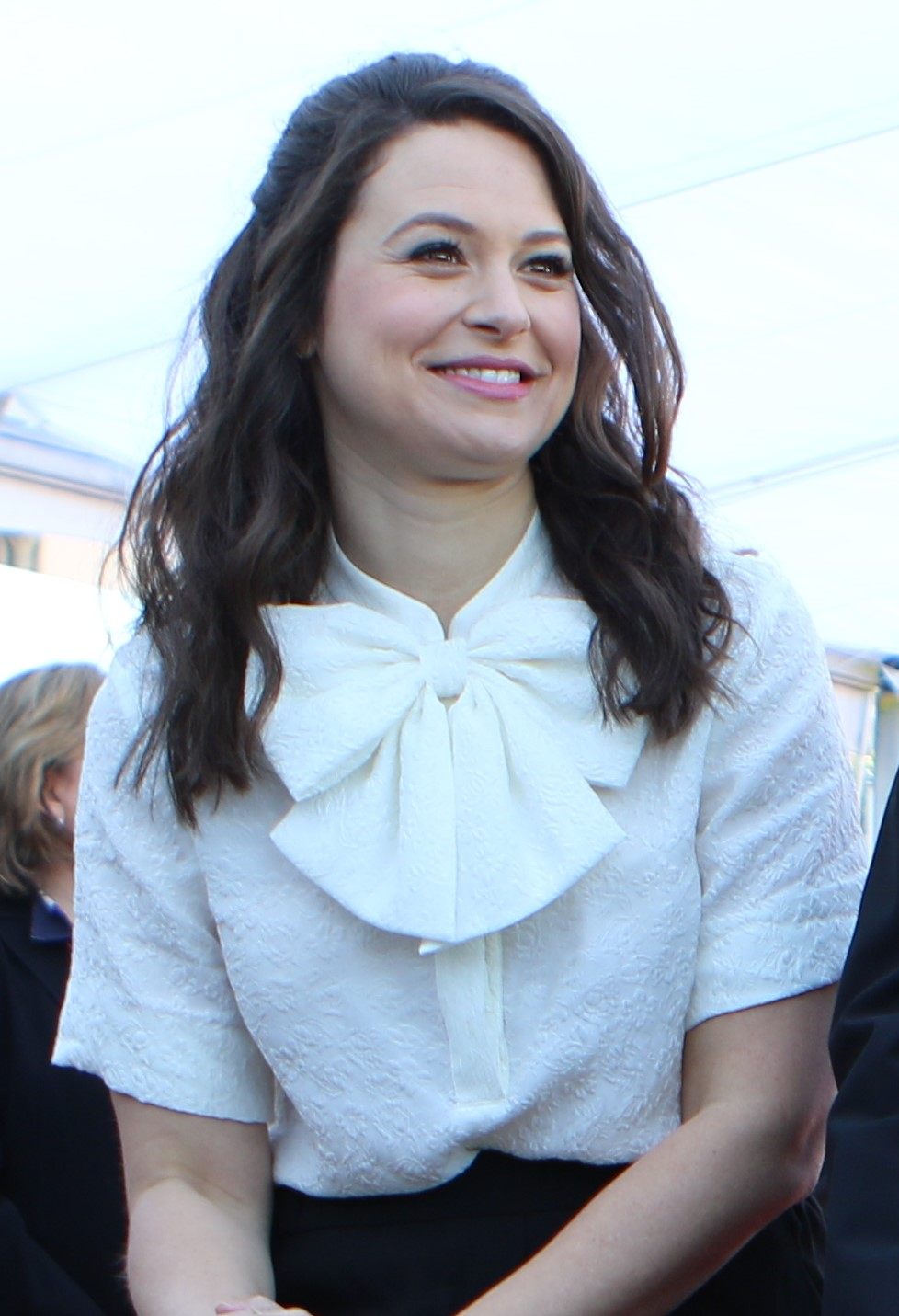
Katie Lowes, interprete di Rachel Williams
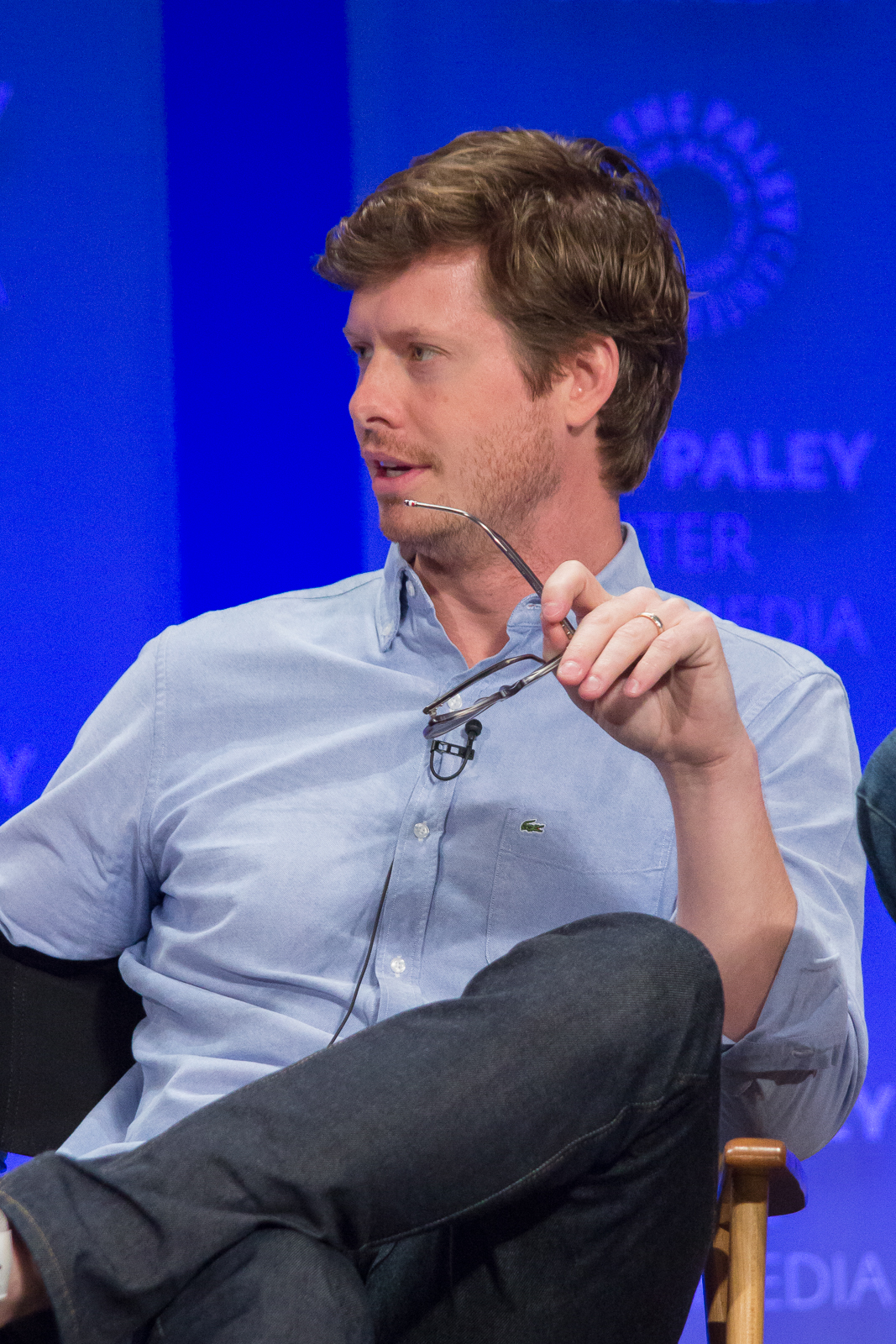
Anders Holm, interprete di Jack
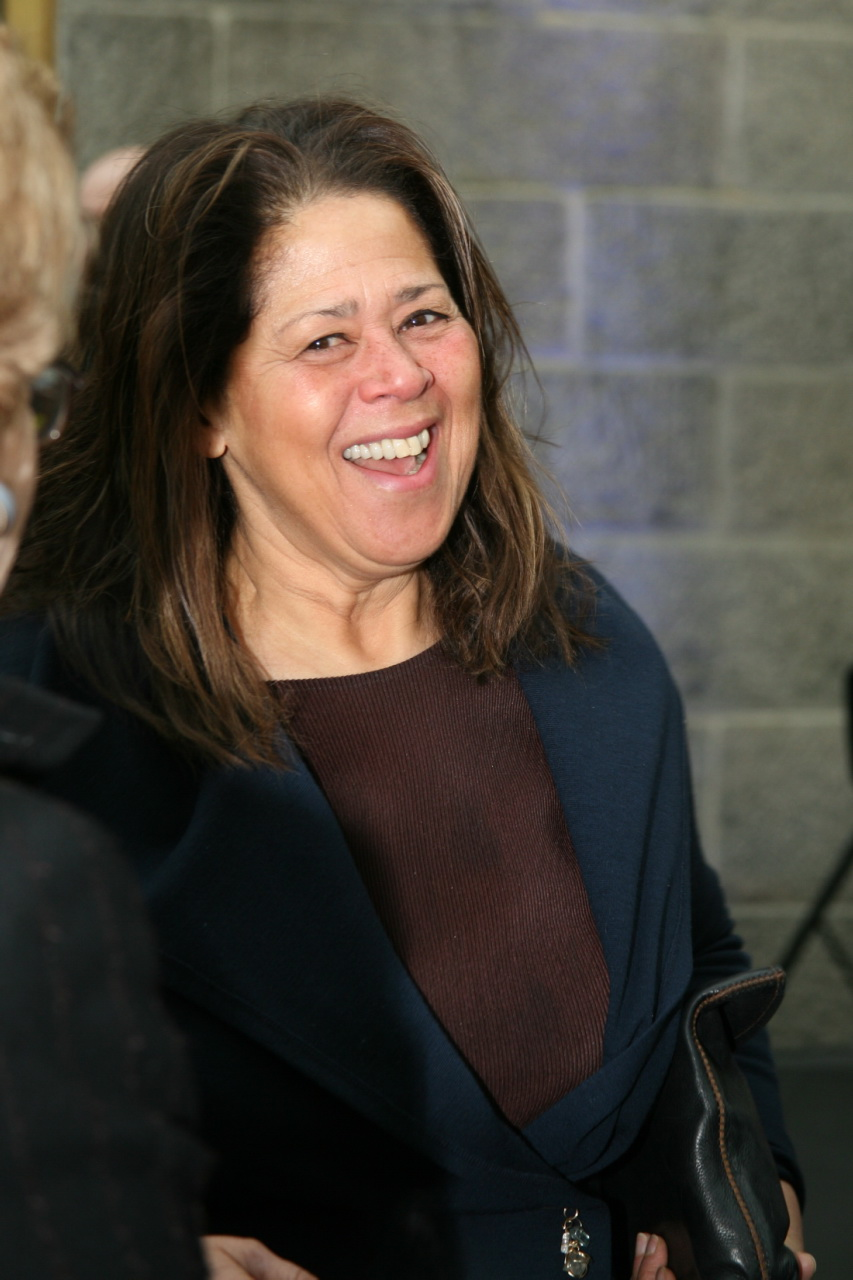
Anna Deavere Smith, interprete di Maud
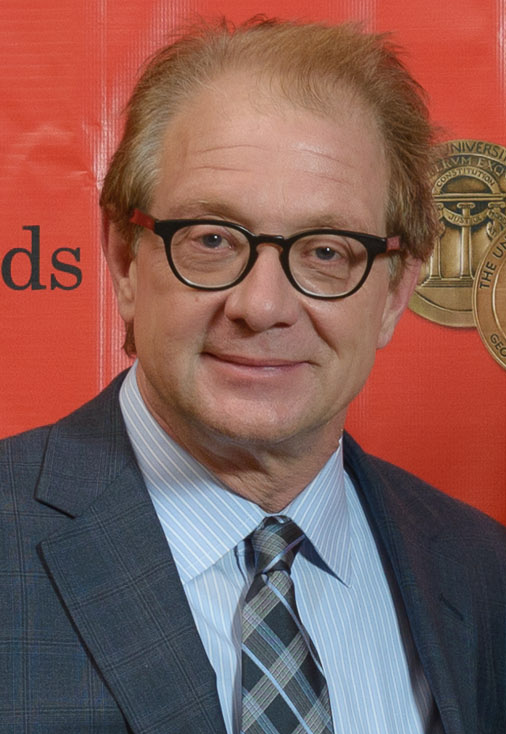
Jeff Perry, interprete di Lou
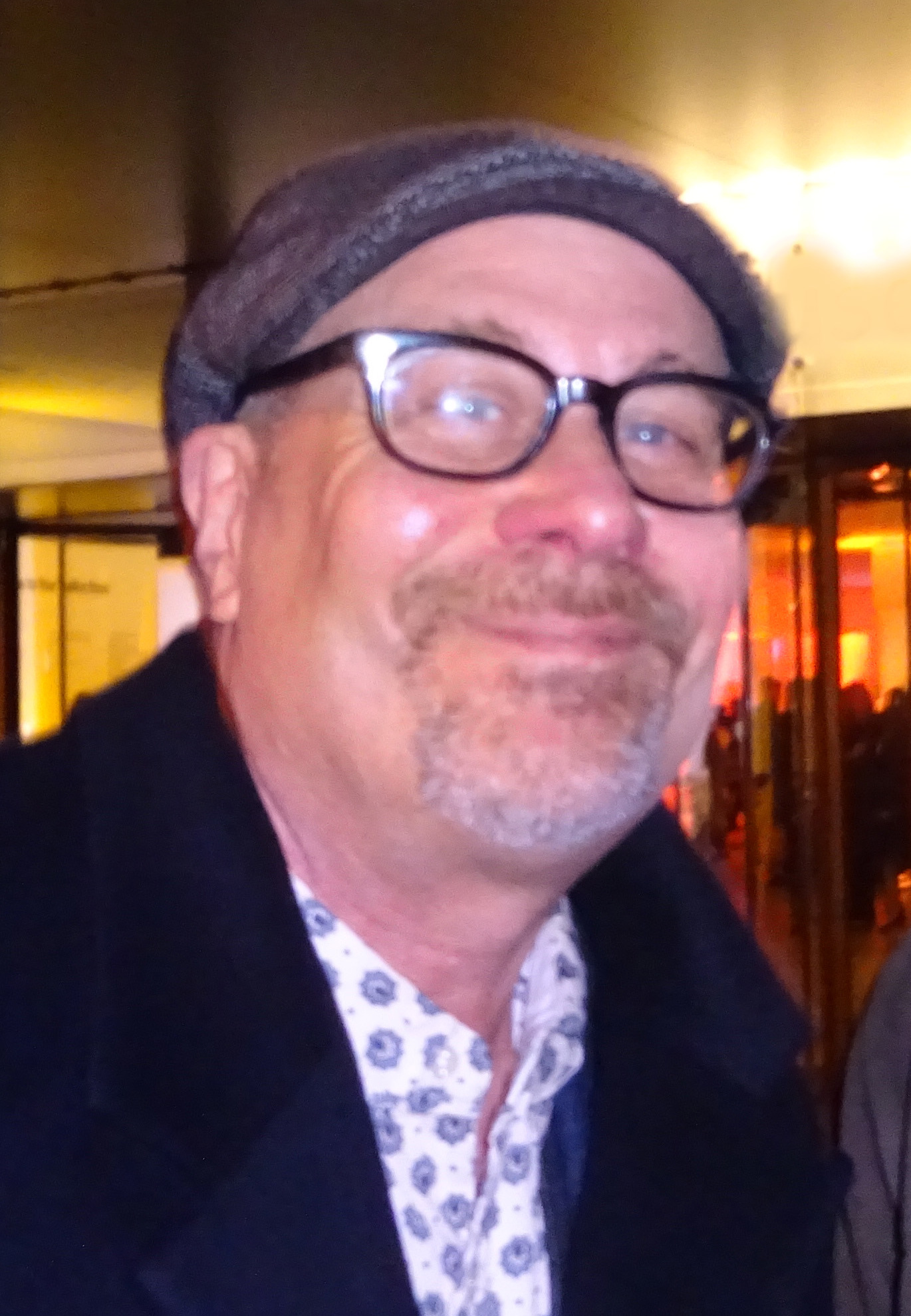
Terry Kinney, interprete di Barry
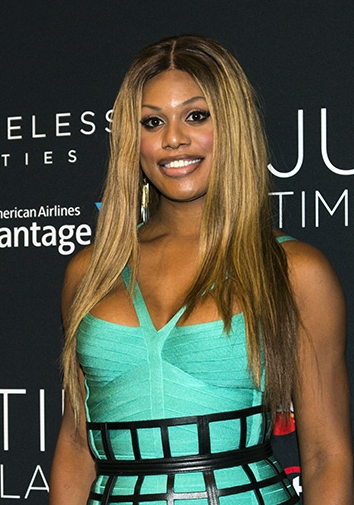
Laverne Cox, interprete di Kacy Duke

## Produzione
Nel 2018 viene annunciato l'acquisto da parte di Netflix e della casa di produzione ShondaLand dei diritti sull'articolo del New York Magazine How Anna Delvey Tricked New York's Party People (lett. "Come Anna Delvey ha ingannato i festaioli di New York") di Jessica Pressler, al fine di creare una miniserie televisiva prodotta e scrita da Shonda Rhimes e da Betsy Beers.. A David Frankel viene assegnato il ruolo di regista e produttore esecutivo di due episodi della serie, compreso il primo.
Nell'ottobre 2019 Julia Garner, Anna Chlumsky, Katie Lowes, Laverne Cox e Alexis Floyd entrano a far parte del cast della serie. Inizialmente Madeline Brewer avrebbe dovuto interpretare Anna Delvey, ma deve rinunciare a causa di conflitti con altri impegni lavorativi. Le riprese principali hanno inizio nell'ottobre 2019, a New York e Los Angeles. Nel novembre 2019 Arian Moayed, Anders Holm, Anna Deavere Smith, Jeff Perry e Terry Kinney si aggiungono al cast della miniserie.
Nel febbraio 2020 Jennifer Esposito si unisce al cast, ma non apparirà mai e il ruolo di Talia, per il quale è stata ingaggiata, viene invece interpretato da Marika Domińczyk.

## Distribuzione
La serie è stata distribuita su Netflix a partire dall'11 febbraio 2022.

## Puntate
La miniserie è composta da 9 puntate, pubblicate l'11 febbraio 2022.
| nº | Titolo originale        | Titolo italiano            | Pubblicazione originale | Pubblicazione Italia |
| -- | ----------------------- | -------------------------- | ----------------------- | -------------------- |
| 1  | Life of a VIP           | Vita di una VIP            | 11 febbraio 2022        | 11 febbraio 2022     |
| 2  | The Devil Wore Anna     | Il diavolo ha vestito Anna | 11 febbraio 2022        | 11 febbraio 2022     |
| 3  | Two Birds, One Throne   | Due piccioni con un trono  | 11 febbraio 2022        | 11 febbraio 2022     |
| 4  | A Wolf in Chic Clothing | Un lupo in abiti chic      | 11 febbraio 2022        | 11 febbraio 2022     |
| 5  | Check Out Time          | Orario di partenza         | 11 febbraio 2022        | 11 febbraio 2022     |
| 6  | Friends in Low Places   | Amici nelle basse sfere    | 11 febbraio 2022        | 11 febbraio 2022     |
| 7  | Cash on Delivery        | Denaro alla consegna       | 11 febbraio 2022        | 11 febbraio 2022     |
| 8  | Too Rich for Her Blood  | Troppo ricca per il sangue | 11 febbraio 2022        | 11 febbraio 2022     |
| 9  | Dangerously Close       | Pericolosamente vicina     | 11 febbraio 2022        | 11 febbraio 2022     |

## Riconoscimenti
- Golden Globe
  - 2023 - Candidatura alla Migliore attrice in una miniserie o film televisivo a Julia Garner
- AARP Movies for Grownups Awards
  - 2023 - Candidatura al Premio Grownups per il miglior film TV/miniserie
- Artios Awards
  - 2023 - Candidatura alla miglior serie a Linda Lowy, Henry Russell Bergstein, Allison Estrin, Jamie Castro, Simone Bär, Juliette Menager e Dayna Katz
- Critics' Choice Awards
  - 2023 - Candidatura alla miglior attrice in un film o miniserie televisivi a Julia Garner
- Directors Guild of America
  - 2023 - Candidatura alla miglior regia - miniserie o film TV a Tom Verica per l'episodio Il diavolo veste Anna
- Hollywood Music in Media Awards
  - 2022 - Candidatura alla Miglior supervisione musicale – Programma TV/Serie limitata ad Alexandra Patsavas
- Location Managers Guild Awards
  - 2022 - Candidatura alla miglior location in un programma televisivo, un'antologia o una serie limitata a Kristin Dombroski, John Cefalu, Youssef Abbagourram, Markus Bensch, Damon Gordon e Maya Reid
- MTV Movie & TV Awards
  - 2022 - Candidatura alla miglior serie
- Primetime Emmy Awards
  - 2022 - Candidatura alla miglior miniserie o serie antologica a Shonda Rhimes, Betsy Beers, Tom Verica, Matt Byrne, Kathy Ciric, Scott Collins, Alison Eakle, Sara Fischer, Abby Ajayi, Jess Brownell, Holden Chang e Jessica Pressler
  - 2022 - Candidatura alla miglior attrice protagonista di una miniserie o serie antologica a Julia Garner
  - 2022 - Candidatura al miglior cast in una miniserie o serie antologica
- Producers Guild of America Awards
  - 2023 - Candidatura alla miglior miniserie televisiva
- Screen Actors Guild Award
  - 2023 - Candidatura alla migliore attrice in un film televisivo o mini-serie a Julia Garner